# Lucius Caecilius Metellus Denter
Pour les articles homonymes, voir Lucius Caecilius Metellus.
Lucius Caecilius Metellus Denter, né vers 320 av. J.-C., est un homme politique romain du début du IIIe siècle av. J.-C.

## Famille
Il est membre des Caecilii Metelli, branche de la gens plébéienne Caecilia. Il est le fils d'un Caius Caecilius. Il est le premier à porter le cognomen Metellus. Son nom complet est Lucius Caecilius C.f. Metellus Denter. Il est le père de Lucius Caecilius Metellus, consul en 251 et 247 av. J.-C.

## Biographie

### Consulat (284)
Metellus est consul de la République romaine en 284 av. J.-C. avec Caius Servilius Tucca pour collègue. Cette année-là, les Romains auraient envoyé aux tribus de Gaule cisalpine des émissaires pour les dissuader d'entrer en guerre (ad exorandos Gallos). Ces ambassadeurs auraient été exécutés par les Gaulois Sénons, poussant les Romains à organiser une expédition punitive menée par Metellus,. En 284 ou 283 av. J.-C., une armée gauloise traverse les Apennins et assiège la ville d'Arretium dans le nord de l'Étrurie.

### Mort au combat (284/283)
Metellus prend le commandement de l'armée romaine contre les Sénons menés par Britomaris ou son père. Il affronte les Gaulois dans le nord de l'Étrurie, près d'Arretium qu'il tente de protéger. Les Romains subissent une lourde défaite, Metellus est tué ainsi que sept des tribuns militaires placés sous ses ordres, mais la date et les circonstances de sa mort ne sont pas certaines, surtout en ce qui concerne son statut au moment de celle-ci.

#### Hypothèse du consulat (284)
Selon une première hypothèse basée sur le récit de Polybe, Metellus meurt alors qu'il est encore consul en 284 av. J.-C. lors du premier affrontement contre les Sénons. Polybe utilise en effet le terme Στρατηγός / strategos pour le qualifier, ce qui pourrait correspondre au consul romain, fonction que Metellus occupe en 284 av. J.-C. Selon cette hypothèse, Manius Curius Dentatus est élu consul suffect pour le remplacer et poursuivre la campagne militaire. Toutefois, il n'y a pas suffisamment d'espace sur les fragments des Fastes capitolins pour placer un consul suffect cette année-là. De plus, il n'est fait aucune mention sur ce document du fait qu'un consul en exercice ait trouvé la mort au combat, comme c'est le cas pour le consul Caius Flaminius en 217 av. J.-C. par exemple.

#### Hypothèse de la préture (283)
Une deuxième hypothèse, qui pourrait être une invention de l'annalistique romaine plus tardive, place sa mort un an plus tard en tant que préteur (praetor) alors qu'il tente de dégager la ville d'Arretium assiégée,, durant le consulat de Cnaeus Domitius Calvinus Maximus et de Publius Cornelius Dolabella,. Manius Curius Dentatus aurait alors été nommé praetor suffect pour remplacer Metellus. Cette deuxième hypothèse paraît plus vraisemblable même s'il n'est pas courant qu'un consul soit élu préteur l'année suivant son mandat, ce cas de figure se répète plusieurs fois à cette époque. S'il est techniquement possible qu'un préteur, magistrature urbaine, puisse quitter Rome comme cela a déjà été le cas pour Appius Claudius Caecus, préteur en 295 av. J.-C., qui a pris un commandement militaire en Étrurie et en Campanie, il paraît néanmoins étrange que Metellus ait été envoyé seul au-devant des Gaulois, les consuls de cette année-là, Calvinus et Dolabella, n'étant pas mentionnés. Ces derniers n'apparaissent dans les récits antiques qu'après la défaite et la mort de Metellus.

#### Hypothèse du proconsulat (283)
Selon une troisième et dernière hypothèse, Metellus est proconsul lors de la bataille. Selon cette hypothèse, la décision de marcher contre les Gaulois aurait été prise durant le consulat de Metellus mais la campagne militaire contre les Gaulois n'aurait débuté que dans les premiers mois de l'année suivant son mandat de consul, au début de la saison militaire.